# SM i enduro
SM i enduro har genomförs av Svemo och resultaten från 2007 visas här.

## SM Vinnare

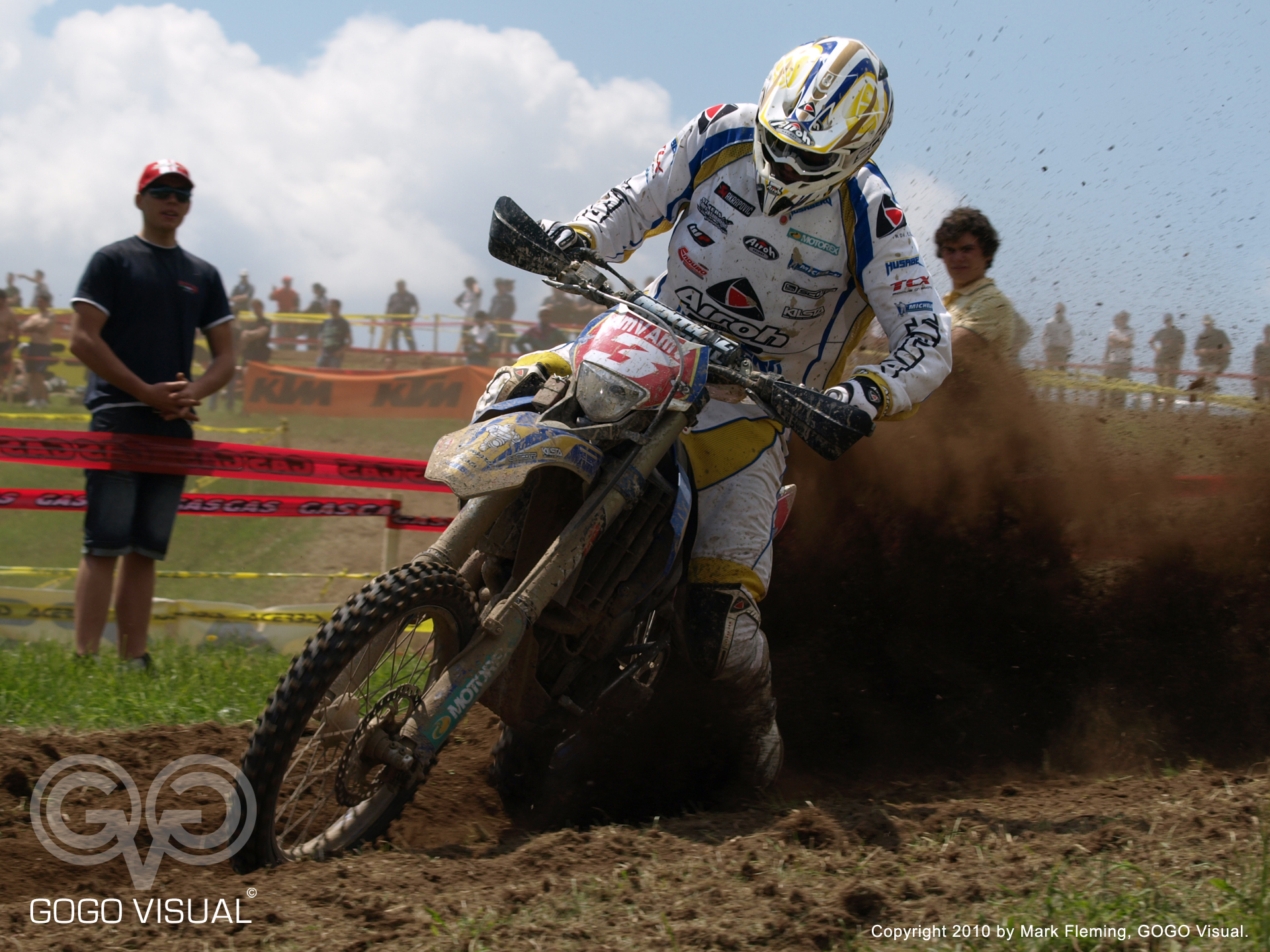
Joakim_Ljunggren på en Husaberg 2010.

| 2007   | Andreas Toresson (Suzuki)  | Andreas Toresson (Suzuki)  | Joakim Ljunggren (Husaberg) | Joakim Ljunggren (Husaberg) | Martin Sundin (Kawasiki)  | Martin Sundin (Kawasiki)  | Jonas Karlsson (KTM)      | Jonas Karlsson (KTM)      | Patrik Andersson (KTM)       | Patrik Andersson (KTM)       | Joakim Ljunggren (Husaberg) | Joakim Ljunggren (Husaberg) |                             |                             |                          |                          |                           |                           |                        |                        |
| 2008   | Niklas Gustafsson (Honda)  | Niklas Gustafsson (Honda)  | Joakim Ljunggren (Husaberg) | Joakim Ljunggren (Husaberg) | Karl Svensson (KTM)       | Karl Svensson (KTM)       | Martin Sundin (Husaberg)  | Martin Sundin (Husaberg)  | Krister Ribba (Honda)        | Krister Ribba (Honda)        | Joakim Ljunggren (Husaberg) | Joakim Ljunggren (Husaberg) |                             |                             |                          |                          |                           |                           |                        |                        |
| 2009   | Niklas Gustafsson (Honda)  | Niklas Gustafsson (Honda)  | Joakim Ljunggren (Husaberg) | Joakim Ljunggren (Husaberg) | Fredrik Berg (KTM)        | Fredrik Berg (KTM)        | Calle Sjöö (Husaberg)     | Calle Sjöö (Husaberg)     | Stefan Eriksson (Yamaha)     | Stefan Eriksson (Yamaha)     | Joakim Ljunggren (Husaberg) | Joakim Ljunggren (Husaberg) |                             |                             |                          |                          |                           |                           |                        |                        |
| Säsong | SM1                        | SM1                        | SM2                         | SM2                         | JSM1                      | JSM1                      | JSM2                      | JSM2                      | VRM                          | VRM                          | Ladies Cup                  | Ladies Cup                  | SEC (Total)                 | SEC (Total)                 |                          |                          |                           |                           |                        |                        |
| 2010   | Niklas Gustafsson (Honda)  | Niklas Gustafsson (Honda)  | Joakim Ljunggren (Husaberg) | Joakim Ljunggren (Husaberg) | Fredrik Berg              | Fredrik Berg              | Henrik Lindholm           | Henrik Lindholm           | Jonas Blom                   | Jonas Blom                   | Jessica Jönsson             | Jessica Jönsson             | Joakim Ljunggren (Husaberg) | Joakim Ljunggren (Husaberg) |                          |                          |                           |                           |                        |                        |
| 2011   | Björne Carlsson (Kawasiki) | Björne Carlsson (Kawasiki) | Joakim Ljunggren (Husaberg) | Joakim Ljunggren (Husaberg) | Lars Löfgren (Husaberg)   | Lars Löfgren (Husaberg)   | Johan Edlund (KTM)        | Johan Edlund (KTM)        | Christer Jansson (Husqvarna) | Christer Jansson (Husqvarna) | Sanna Bergman (KTM)         | Sanna Bergman (KTM)         | Joakim Ljunggren (Husaberg) | Joakim Ljunggren (Husaberg) |                          |                          |                           |                           |                        |                        |
| 2012   | Jakob Mörhed (Honda)       | Jakob Mörhed (Honda)       | Johan Edlund (Husaberg)     | Johan Edlund (Husaberg)     | Mikael Persson (Husaberg) | Mikael Persson (Husaberg) | Pontus Högberg (GasGas)   | Pontus Högberg (GasGas)   | Christer Jansson (Husqvarna) | Christer Jansson (Husqvarna) | Jessica Jönsson (GasGas)    | Jessica Jönsson (GasGas)    | Johan Edlund (Husaberg)     | Johan Edlund (Husaberg)     |                          |                          |                           |                           |                        |                        |
| Säsong | SM1                        | SM1                        | SM2                         | SM2                         | SM3                       | SM3                       | JSM1                      | JSM1                      | JSM2                         | JSM2                         | 125cc Junior Cup            | 125cc Junior Cup            | VRM                         | VRM                         | Ladies Cup               | Ladies Cup               | SEC (Total)               | SEC (Total)               |                        |                        |
| 2013   | Niklas Persson (Husaberg)  | Niklas Persson (Husaberg)  | Lars Löfgren (Husaberg)     | Lars Löfgren (Husaberg)     | Björne Carlsson (Beta)    | Björne Carlsson (Beta)    | Albin Elowson (Husaberg)  | Albin Elowson (Husaberg)  | Tommy Sjöström (KTM)         | Tommy Sjöström (KTM)         | Albin Elowson (Husaberg)    | Albin Elowson (Husaberg)    | Per Olsson (KTM)            | Per Olsson (KTM)            | Jessica Jönsson (GasGas) | Jessica Jönsson (GasGas) | Albin Elowson (Husaberg)  | Albin Elowson (Husaberg)  |                        |                        |
| 2014   | Robert Kvarnström (Yamaha) | Robert Kvarnström (Yamaha) | Lars Löfgren (Husaberg)     | Lars Löfgren (Husaberg)     | Johan Edlund (Husqvarna)  | Johan Edlund (Husqvarna)  | Oliver Nelson (KTM)       | Oliver Nelson (KTM)       | Andreas Linusson (KTM)       | Andreas Linusson (KTM)       | Oliver Nelson (KTM)         | Oliver Nelson (KTM)         | Per Olsson (KTM)            | Per Olsson (KTM)            | Emmily Smalsjö (GasGas)  | Emmily Smalsjö (GasGas)  | Albin Elowson (Husqvarna) | Albin Elowson (Husqvarna) |                        |                        |
| Säsong | SM1                        | SM1                        | SM2                         | SM2                         | SM3                       | SM3                       | JSM1                      | JSM1                      | JSM2                         | JSM2                         | 125cc Junior Cup            | 125cc Junior Cup            | VRM1                        | VRM1                        | VRM2                     | VRM2                     | SM Damer                  | SM Damer                  | SEC (Total)            | SEC (Total)            |
| 2015   | Johan Edlund (Yamaha)      | Johan Edlund (Yamaha)      | Joakim Ljunggren (KTM)      | Joakim Ljunggren (KTM)      | Andreas Linusson (KTM)    | Andreas Linusson (KTM)    | Erik Ljungberg (Kawasaki) | Erik Ljungberg (Kawasaki) | Martin Iggmark (KTM)         | Martin Iggmark (KTM)         | Adam Andersson (KTM)        | Adam Andersson (KTM)        | Per Olsson (KTM)            | Per Olsson (KTM)            | Bo Högberg (KTM)         | Bo Högberg (KTM)         | Hanna Berzelius (KTM)     | Hanna Berzelius (KTM)     | Joakim Ljunggren (KTM) | Joakim Ljunggren (KTM) |